# Cles
Pour le CLES, voir Certificat de compétences en langues de l'enseignement supérieur.
Cles est une commune d'environ 7 000 habitants située dans la province autonome de Trente dans la région du Trentin-Haut-Adige dans le nord-est de l'Italie.

## Géographie
Cles est situé dans le sud de la chaîne des Alpes, la commune est presque entièrement montagneuse. Elle est située dans une vallée alpine qui communique avec la plaine de Pô.

## Histoire
Jusqu'à la Première Guerre mondiale, Cles fait partie de l'Empire austro-hongrois, chef-lieu du district de même nom, l'un des 21 Bezirkshauptmannschaften dans la province du Tyrol.
Après le traité de Versailles de 1919, la ville de Cles et la vallée du Haut-Adige sont rattachées au royaume d'Italie sous le roi Victor-Emmanuel III d'Italie.

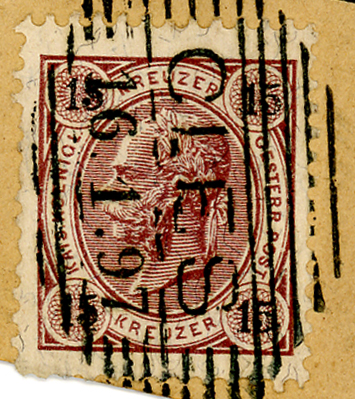
Timbre autrichien oblitéré (hachures) en 1897

Un important document épigraphique a été retrouvé à Cles au XIXe siècle, la Tabula Clesiana.

## Personnalités
- Maurizio Fondriest (né le 15 janvier 1965 à Cles) est un coureur cycliste italien des années 1980-1990.
- Bernardo Clesio (Bernard de Cles), (Cles, 11 mars 1485 – Bressanone, 30 juillet 1539), cardinal italien.
- Peter Strudel ou Strudl, né en 1660 à Cles et mort le 4 octobre 1714 à Vienne, est un sculpteur et peintre autrichien.
- Paul Strudel ou Strudl, né en 1648 à Cles (Trentin, Italie) et mort le 20 novembre 1708 à Vienne, est un sculpteur autrichien.
- Letizia Paternoster, née le 22 juillet 1999 à Cles (Trentin, Italie), est une cycliste sur route et pistarde italienne.
- Nadia Battocletti , née le 12 avril 2000 à Cles, est une athlète italienne, spécialiste des courses de fond et du cross-country.

## Économie
L'économie est largement orientée vers l'agriculture en particulier pour la production de pommes.

## Culture
Le carnaval est de retour après plusieurs décennies d'absence. La chorale clesiana est née en 1999 avec les amoureux du bel canto. 
Le sport est pratiqué à travers plusieurs associations. Quatre associations sportives sont actives à Cles : le football, le volley, le cyclisme et le ski.

## Administration
| Période                                  | Période  | Identité      | Étiquette | Qualité |
| ---------------------------------------- | -------- | ------------- | --------- | ------- |
| 9 mai 2005                               | En cours | Giorgio Osele |           |         |
| Les données manquantes sont à compléter. |          |               |           |         |

### Hameaux
Caltron, Dres, Maiano, Mechel, Pez, Spinazzeda

### Communes limitrophes
Les communes limitrophes sont  Cagnò, Caldes, Cavizzana, Cis, Croviana, Dimaro Folgarida, Livo, Malè, Novella, Sanzeno, Terzolas et Ville d'Anaunia.

## Galerie

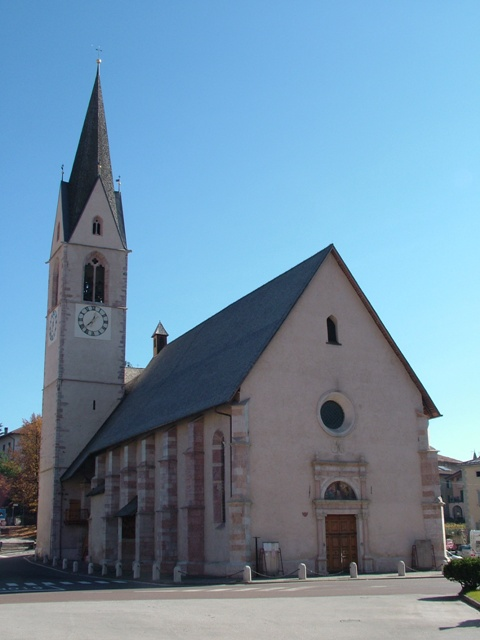
Église de Santa Maria Assunta
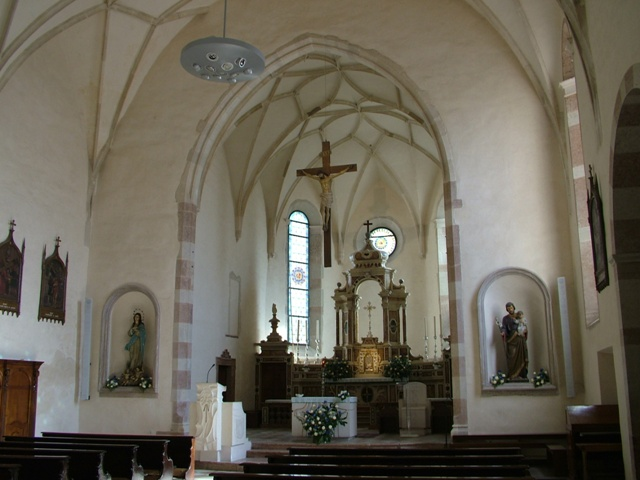
Autel de l'église de Santa Maria Assunta
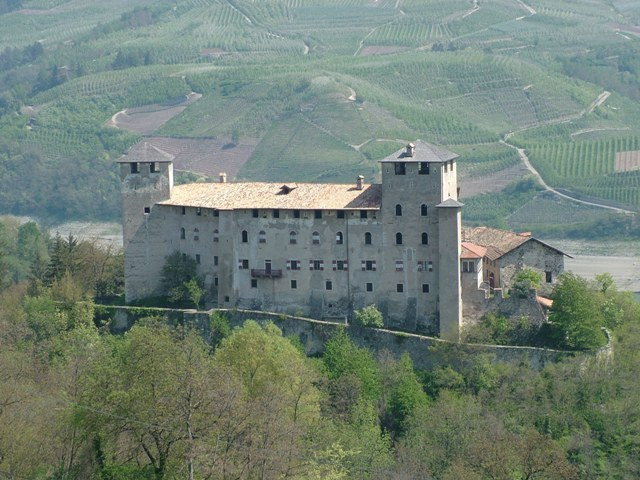
Château de Cles